# Line Van Wambeke
Lyne Renée, pseudoniem van Line Van Wambeke (Velzeke, 17 mei 1979) is een Belgische actrice.

## Levensloop
Renée werd geboren in Velzeke, een deelgemeente van Zottegem in Oost-Vlaanderen, waar ze op een strenge nonnenschool zat. Ze heeft een oudere broer en jongere zus. Ze studeerde in 2004 af in de richting kleinkunst aan het Herman Teirlinck Instituut. Ze verliet na de opnamen van de Nederlandse film Ober in 2006 België om haar geluk te zoeken in Hollywood en ging in Los Angeles wonen. Daar nam ze ook haar artiestennaam Lyne Renée aan. 'Lyne' is de verengelsing van 'Line' en Renée komt van haar verongelukte tante Renée, de zus van haar moeder, naar wie ze erg opkeek.

## Rollen

### Films
- Ober (2006), als Stella
- The Box Collector (2008), als Marie
- The Hessen Affair (2009), als Lt. Kathleen Nash
- The Gentlemen (2019) (film van Guy Ritchie), als Jackie[1]
- Wrath of Man (2021), als Kirsty
- Cash Truck (2021), als Kirsty

### Televisieseries
- Kinderen van Dewindt (2005), als Tinne Van Wesemael
- Strike Back (2012-2013), als Rebecca
- Of Kings and Prophets (2016), als Witch of Endor
- Madoff (2016, miniserie over oplichter Bernard Madoff), als Catherine Hooper
- Mercy Street (2017-), als Lisette Beaufort
- Deep State (2018-2019), als Anna Easton
- Motherland: Fort Salem (2020-2022), als General Alder

### Theater
- Rap battle 2003 (Publiekstheater, 2003-2004)[2]
- Dance on my face (Hogeschool Antwerpen/Herman Teirlinck Instituut, 2003-2005)[2]
- The River Line (Jermyn Street Theatre, Londen, 2011)[3]

## Trivia
- Renée was gegadigde voor de rol van bondgirl in de film Casino Royale. Ze was bij de laatste twee kandidaten, maar uiteindelijk kreeg Eva Green de rol.
- Ze was covermodel van P-Magazine in december 2008.
- Ze verkeerde met de acteur Kevin Janssens, maar zette deze relatie stop toen ze naar Amerika trok.

- Library of Congress Control Number: no2011054342
- MusicBrainz: 156b6b59-ef6d-4e7b-a7fc-27018b6d3004
- Virtual International Authority File: 170373930
- WorldCat: E39PBJdCmVKb8qbX4K3QGFVt8C